# Scopitone

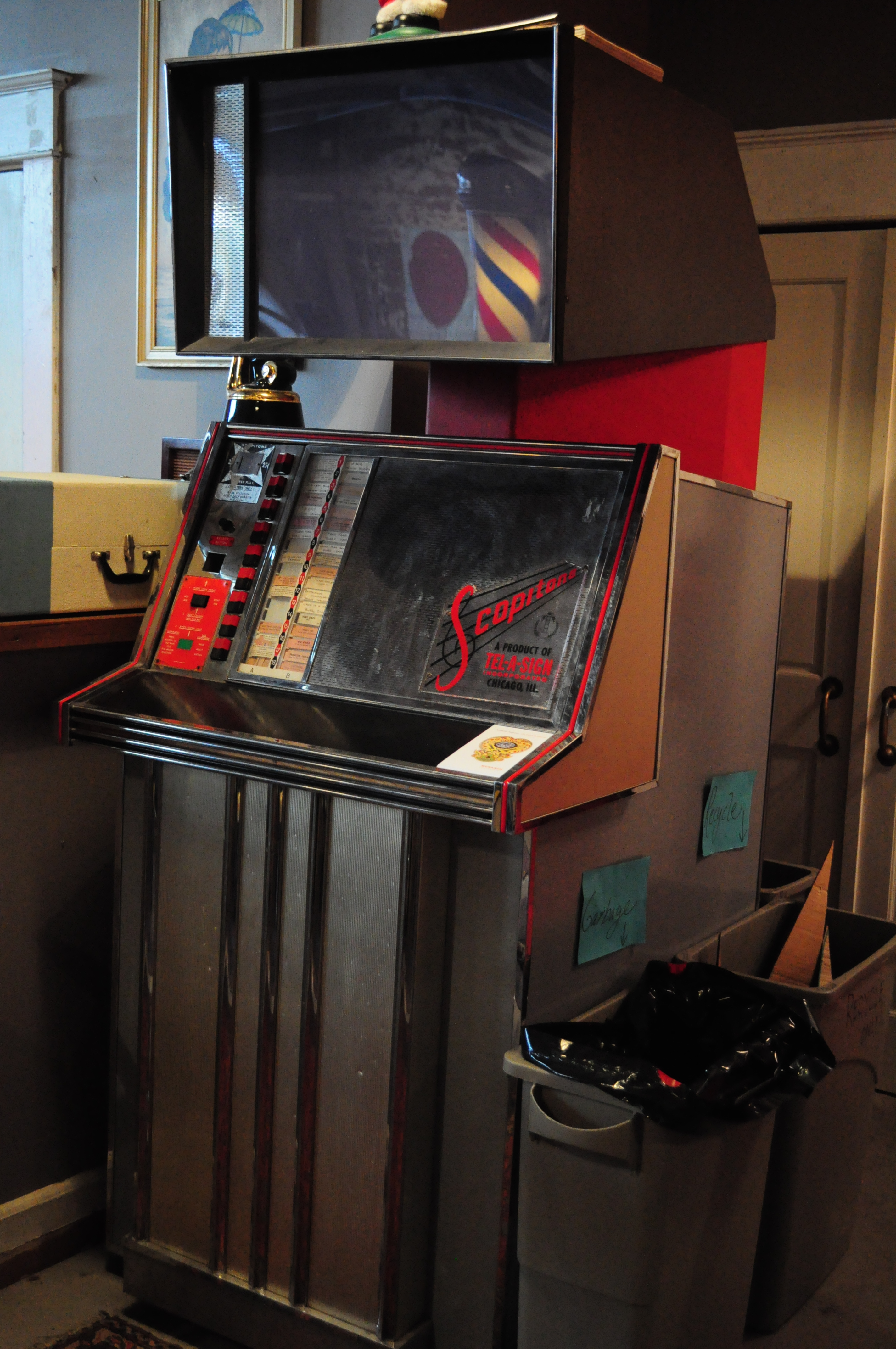
Scopitone

Lo Scopitone è un macchinario che consentiva di vedere su uno schermo un video associato ad una canzone, similmente ai moderni videoclip.

## Storia
Commercializzato in Francia a partire dal 1960 si diffuse ampiamente dapprima in Europa (soprattutto in Inghilterra e Germania) e successivamente anche negli Stati Uniti d'America. Lo Scopitone riuscì a battere la concorrenza di altri dispositivi analoghi tra cui il Cinebox prodotto in Italia e introdotto sul mercato con un anno di anticipo. Il maggiore successo commerciale dello Scopitone è da attribuire a numerosi fattori, ma principalmente i costi minori e la disponibilità di un catalogo video più ampio e moderno.
I video erano distribuiti su pellicola a colori da 16 mm e accompagnati da una colonna sonora magnetica. 
La popolarità del dispositivo fu comunque piuttosto breve e alla fine degli anni sessanta erano presenti ormai solo pochi esemplari.